# Prijevoj Livigno
Prijevoj Livigno ili Prijevoj Forcola di Livigno (tal. Forcola di Livigno, Romanš: Fuorcla da Livign) je visoki (2315 m) planinski prijevoj u Alpama na granici između kantona Graubünden u Švicarskoj i pokrajine Sondrio u Italiji.
Povezuje prijevoj Bernina u Švicarskoj s Livignom u Italiji.
- Pogled s planine

## Vanjske poveznice
|  | Zajednički poslužitelj ima još gradiva o temi Prijevoj Livigno |